# Мостовська сільська рада (Шатровський район)
Мосто́вська сільська рада (рос. Мостовский сельский совет) — сільське поселення у складі Шатровського району Курганської області Росії.
Адміністративний центр — село Мостовське.
Населення сільського поселення становить 756 осіб (2017; 875 у 2010, 1173 у 2002).

## Склад
До складу сільського поселення входять:
| Населений пункт      | Населення, осіб (2002) | Населення, осіб (2010) |
| -------------------- | ---------------------- | ---------------------- |
| Духовка, присілок    | 146                    | 77                     |
| Ключі, присілок      | 149                    | 96                     |
| Мамонтовка, присілок | 69                     | 41                     |
| Мостовське, село     | 683                    | 603                    |
| Чуваріна, присілок   | 126                    | 58                     |